# Divisiones Regionales de la Región de Murcia 2012-13
Las divisiones regionales de fútbol son las categorías de competición futbolística de más bajo nivel en España, en las que participan deportistas amateur, no profesionales. En la Región de Murcia su administración corre a cargo de las Real Federación de Fútbol de la Región de Murcia. Inmediatamente por encima de estas categorías estaba la Tercera División española.
En la temporada 2012-2013 las divisiones regionales se dividen en Preferente Autonómica, Primera Autonómica y Segunda Autonómica. Los tres primeros clasificados de Preferente Autonómica ascendieron directamente al grupo XIII de Tercera División.

## Preferente Autonómica
La temporada 2012/13 de la Preferente Autonómica de la Región de Murcia comenzó el 9 de septiembre de 2012 y terminó el 26 de mayo de 2013.

### Clasificación
|  |     | Equipos de fútbol       | PJ | G  | E  | P  | GF | GC | Dif | Pts |
|  | --- | ----------------------- | -- | -- | -- | -- | -- | -- | --- | --- |
|  | 1.  | Muleño CF               | 34 | 23 | 5  | 6  | 89 | 33 | +56 | 74  |
|  | 2.  | La Unión CF             | 34 | 22 | 6  | 6  | 79 | 28 | +51 | 72  |
|  | 3.  | Cartagena FC            | 34 | 22 | 5  | 7  | 83 | 28 | +55 | 71  |
|  | 4.  | CF Santomera            | 34 | 22 | 3  | 9  | 70 | 38 | +32 | 69  |
|  | 5.  | FC Pinatar              | 34 | 20 | 8  | 6  | 62 | 33 | +29 | 68  |
|  | 6.  | CF Caravaca             | 34 | 22 | 2  | 10 | 79 | 43 | +36 | 68  |
|  | 7.  | Sporting Aguileño       | 34 | 17 | 12 | 5  | 60 | 41 | +19 | 63  |
|  | 8.  | EF Alhama               | 34 | 18 | 7  | 9  | 70 | 36 | +34 | 61  |
|  | 9.  | Ciudad de Calasparra CF | 34 | 15 | 5  | 14 | 58 | 51 | +7  | 50  |
|  | 10. | Balsicas Atlético       | 34 | 13 | 2  | 19 | 48 | 72 | -24 | 41  |
|  | 11. | Ciudad de Cieza CF      | 34 | 12 | 5  | 17 | 46 | 60 | -14 | 41  |
|  | 12. | Montecasillas FC        | 34 | 9  | 8  | 17 | 50 | 77 | -27 | 35  |
|  | 13. | Alcantarilla-Thader CF  | 34 | 11 | 2  | 21 | 45 | 93 | -48 | 35  |
|  | 14. | UD Los Garres           | 34 | 9  | 6  | 19 | 47 | 59 | -12 | 33  |
|  | 15. | AD Guadalupe            | 34 | 8  | 7  | 19 | 44 | 73 | -29 | 31  |
|  | 16. | CD Lumbreras            | 34 | 6  | 5  | 23 | 40 | 81 | -41 | 23  |
|  | 17. | Moratalla AD            | 34 | 6  | 2  | 26 | 35 | 92 | -57 | 20  |
|  | 18. | EDMF Churra             | 34 | 4  | 4  | 26 | 31 | 98 | -67 | 16  |

Pts = Puntos; PJ = Partidos Jugados; G = Partidos Ganados; E = Partidos Empatados; P = Partidos Perdidos; GF = Goles Anotados; GC = Goles Recibidos; Dif = Diferencia de gol
|  | Asciende a Tercera División    |
|  | Desciende a Primera Autonómica |

## Primera Autonómica
La temporada 2012/13 de la Primera Autonómica de la Región de Murcia comenzó el 15 de septiembre de 2012 y terminó el 2 de junio de 2013.

### Clasificación
|  |     | Equipos de fútbol         | PJ | G  | E  | P  | GF | GC  | Dif | Pts |
|  | --- | ------------------------- | -- | -- | -- | -- | -- | --- | --- | --- |
|  | 1.  | Yeclano Deportivo "B"     | 32 | 21 | 7  | 4  | 63 | 27  | +36 | 70  |
|  | 2.  | CD Algar                  | 32 | 17 | 8  | 7  | 81 | 39  | +42 | 59  |
|  | 3.  | Jumilla CD                | 32 | 17 | 8  | 7  | 63 | 41  | +22 | 59  |
|  | 4.  | CAP Ciudad de Murcia      | 32 | 16 | 10 | 6  | 67 | 31  | +36 | 58  |
|  | 5.  | AD Soho CF                | 32 | 17 | 5  | 10 | 65 | 45  | +20 | 56  |
|  | 6.  | Nuestro Abarán CF         | 32 | 15 | 8  | 9  | 52 | 45  | +7  | 53  |
|  | 7.  | CD Alberca                | 32 | 14 | 8  | 10 | 50 | 44  | +6  | 50  |
|  | 8.  | CF Lorca Deportiva        | 32 | 13 | 7  | 12 | 45 | 46  | -1  | 46  |
|  | 9.  | Mazarrón FC               | 32 | 12 | 9  | 11 | 61 | 44  | +17 | 45  |
|  | 10. | CF Molina "B"             | 32 | 11 | 7  | 14 | 58 | 59  | -1  | 40  |
|  | 11. | EMF Fuente Álamo          | 32 | 11 | 6  | 15 | 54 | 64  | -10 | 39  |
|  | 12. | Olímpico de Totana "B"    | 32 | 10 | 8  | 14 | 51 | 61  | -10 | 38  |
|  | 13. | EFB Alquerías             | 32 | 10 | 6  | 16 | 57 | 63  | -6  | 36  |
|  | 14. | Corvera CF                | 32 | 8  | 8  | 16 | 38 | 65  | -27 | 32  |
|  | 15. | Beniaján CF               | 32 | 8  | 5  | 19 | 43 | 73  | -30 | 29  |
|  | 16. | Atlético Pulpileño "B"    | 32 | 7  | 6  | 19 | 33 | 62  | -29 | 27  |
|  | 17. | CD Cieza "B"              | 32 | 6  | 2  | 24 | 46 | 118 | -72 | 20  |
|  | 18. | ED Javalí Viejo - La Ñora | 0  | 0  | 0  | 0  | 0  | 0   | 0   | 0   |

Pts = Puntos; PJ = Partidos Jugados; G = Partidos Ganados; E = Partidos Empatados; P = Partidos Perdidos; GF = Goles Anotados; GC = Goles Recibidos; Dif = Diferencia de gol
|  | Asciende a Preferente Autonómica                             |
|  | Desciende a Segunda Autonómica                               |
|  | Retirado de la competición durante el transcurso de la misma |

## Segunda Autonómica
La temporada 2012/13 de la Segunda Autonómica de la Región de Murcia comenzó el 23 de septiembre de 2012 y terminó el 2 de junio de 2013.

### Clasificación
|  |     | Equipos de fútbol         | PJ | G  | E | P  | GF  | GC | Dif | Pts |
|  | --- | ------------------------- | -- | -- | - | -- | --- | -- | --- | --- |
|  | 1.  | La Hoya Lorca CF "B"      | 32 | 24 | 4 | 4  | 74  | 29 | +45 | 76  |
|  | 2.  | CD Esparragal             | 32 | 24 | 3 | 5  | 82  | 38 | +44 | 75  |
|  | 3.  | Atlético Cabezo de Torres | 32 | 23 | 4 | 5  | 115 | 49 | +66 | 73  |
|  | 4.  | CD Javalí Nuevo           | 32 | 21 | 6 | 5  | 86  | 40 | +46 | 69  |
|  | 5.  | CD Juvenia                | 32 | 19 | 8 | 5  | 92  | 49 | +43 | 65  |
|  | 6.  | Atlético Lorquí           | 32 | 16 | 8 | 8  | 77  | 44 | +33 | 56  |
|  | 7.  | AD Sucina                 | 32 | 14 | 7 | 11 | 58  | 50 | +8  | 49  |
|  | 8.  | SFC Minerva               | 32 | 14 | 6 | 12 | 57  | 63 | -6  | 48  |
|  | 9.  | Santiago de la Ribera FC  | 32 | 15 | 3 | 14 | 72  | 72 | 0   | 48  |
|  | 10. | Deportivo Las Torres      | 32 | 13 | 3 | 16 | 53  | 64 | -11 | 42  |
|  | 11. | Club Edeco Fortuna "B"    | 32 | 9  | 4 | 19 | 68  | 93 | -25 | 31  |
|  | 12. | Atlético La Flota         | 32 | 8  | 6 | 18 | 46  | 77 | -31 | 30  |
|  | 13. | AD Rincón de Seca         | 32 | 7  | 7 | 18 | 56  | 73 | -17 | 28  |
|  | 14. | UD Los Garres "B"         | 32 | 6  | 8 | 18 | 51  | 68 | -17 | 26  |
|  | 15. | CF El Progreso            | 32 | 6  | 7 | 19 | 54  | 83 | -29 | 25  |
|  | 16. | EF El Raal                | 32 | 7  | 3 | 22 | 35  | 88 | -53 | 24  |
|  | 17. | Albudeite CF              | 32 | 3  | 6 | 23 | 25  | 87 | -62 | 15  |
|  | 18. | AD Archena Atlético       | 17 | 5  | 1 | 11 | 26  | 58 | -32 | 13  |

Pts = Puntos; PJ = Partidos Jugados; G = Partidos Ganados; E = Partidos Empatados; P = Partidos Perdidos; GF = Goles Anotados; GC = Goles Recibidos; Dif = Diferencia de gol
|  | Asciende a Primera Autonómica                                |
|  | Retirado de la competición durante el transcurso de la misma |